# فهرست خورشیدگرفتگی‌های سده ۱۶ (میلادی)
این فهرست شامل خورشیدگرفتگی‌های قرن ۱۶ میلادی است که در طی سال‌های ۱۵۰۱ تا ۱۶۰۰ میلادی روی داده‌اند. در این دوره، ۲۲۸ خورشیدگرفتگی رخ داد که ۷۵ مورد آن خورشیدگرفتگی جزئی، ۷۲ مورد خورشیدگرفتگی حلقه‌ای، ۶۲ خورشیدگرفتگی کامل و ۱۹ مورد نیز از نوع خورشیدگرفتگی مرکب بود.
| تاریخ           | زمان بزرگ‌ترین گرفت | چرخهٔ ساروس | نوع    | قدر    | مدت زمان          | مکان                                            | مسیر گرفتگی            | ناحیهٔ جغرافیایی | منبع(ها) |
| --------------- | ------------------ | ---------- | ------ | ------ | ----------------- | ----------------------------------------------- | ---------------------- | --------------- | -------- |
| ۱۷ آوریل ۱۵۰۱   | ۱۶:۱۵:۵۲           | ۱۰۱        | جزئی   | ۰٫۶۱۵۵ | —                 | ۶۱°۵۴′جنوبی ۱°۰۶′غربی / ۶۱٫۹°جنوبی ۱٫۱°غربی     | —                      |                 | [ ۱ ]    |
| ۱۷ مه ۱۵۰۱      | ۰۳:۲۷:۴۴           | ۱۳۹        | جزئی   | ۰٫۰۹۰۵ | —                 | ۶۳°۴۲′شمالی ۱۳°۳۶′غربی / ۶۳٫۷°شمالی ۱۳٫۶°غربی   | —                      |                 | [ ۱ ]    |
| ۱۲ اکتبر ۱۵۰۱   | ۰۷:۳۰:۰۴           | ۱۰۶        | جزئی   | ۰٫۶۵۸۵ | —                 | ۶۱°۲۴′شمالی ۱۳۳°۵۴′شرقی / ۶۱٫۴°شمالی ۱۳۳٫۹°شرقی | —                      |                 | [ ۱ ]    |
| ۷ آوریل ۱۵۰۲    | ۰۵:۴۹:۵۹           | ۱۱۱        | کامل   | ۱٫۰۵۶۷ | ۰۴ دقیقه ۴۹ ثانیه | ۱۲°۳۶′جنوبی ۱۰۴°۴۲′شرقی / ۱۲٫۶°جنوبی ۱۰۴٫۷°شرقی | ۲۰۵ کیلومتر (۱۲۷ مایل) |                 | [ ۱ ]    |
| ۱ اکتبر ۱۵۰۲    | ۰۸:۳۶:۱۷           | ۱۱۶        | حلقه‌ای | ۰٫۹۲۷۷ | ۰۸ دقیقه ۱۶ ثانیه | ۱۹°۱۸′شمالی ۶۲°۴۸′شرقی / ۱۹٫۳°شمالی ۶۲٫۸°شرقی   | ۳۰۶ کیلومتر (۱۹۰ مایل) |                 | [ ۱ ]    |
| ۲۷ مارس ۱۵۰۳    | ۲۲:۲۸:۲۰           | ۱۲۱        | کامل   | ۱٫۰۶۴۰ | ۰۵ دقیقه ۰۴ ثانیه | ۲۱°۰۶′شمالی ۱۶۴°۰۶′غربی / ۲۱٫۱°شمالی ۱۶۴٫۱°غربی | ۲۱۸ کیلومتر (۱۳۵ مایل) |                 | [ ۱ ]    |
| ۲۰ سپتامبر ۱۵۰۳ | ۰۸:۵۲:۳۸           | ۱۲۶        | حلقه‌ای | ۰٫۹۴۹۴ | ۰۵ دقیقه ۲۷ ثانیه | ۱۴°۰۶′جنوبی ۳۸°۳۰′شرقی / ۱۴٫۱°جنوبی ۳۸٫۵°شرقی   | ۱۹۰ کیلومتر (۱۲۰ مایل) |                 | [ ۱ ]    |
| ۱۶ مارس ۱۵۰۴    | ۱۳:۳۰:۰۹           | ۱۳۱        | جزئی   | ۰٫۹۳۴۸ | —                 | ۶۱°۰۰′شمالی ۱۱۴°۰۰′غربی / ۶۱٫۰°شمالی ۱۱۴٫۰°غربی | —                      |                 | [ ۱ ]    |
| ۸ سپتامبر ۱۵۰۴  | ۱۵:۱۲:۱۵           | ۱۳۶        | حلقه‌ای | ۰٫۹۹۲۴ | ۰۰ دقیقه ۳۲ ثانیه | ۵۵°۱۸′جنوبی ۱۰۲°۳۶′غربی / ۵۵٫۳°جنوبی ۱۰۲٫۶°غربی | ۸۳ کیلومتر (۵۲ مایل)   |                 | [ ۱ ]    |
| ۴ فوریه ۱۵۰۵    | ۰۶:۲۹:۰۸           | ۱۰۳        | جزئی   | ۰٫۸۲۵۵ | —                 | ۶۱°۴۲′جنوبی ۱۵۶°۵۴′غربی / ۶۱٫۷°جنوبی ۱۵۶٫۹°غربی | —                      |                 | [ ۱ ]    |
| ۳۰ ژوئیه ۱۵۰۵   | ۲۰:۵۱:۵۵           | ۱۰۸        | کامل   | ۱٫۰۶۳۵ | ۰۳ دقیقه ۲۵ ثانیه | ۶۷°۵۴′شمالی ۵۵°۳۶′غربی / ۶۷٫۹°شمالی ۵۵٫۶°غربی   | ۵۹۳ کیلومتر (۳۶۸ مایل) |                 | [ ۱ ]    |
| ۲۴ ژانویه ۱۵۰۶  | ۰۵:۵۸:۰۷           | ۱۱۳        | حلقه‌ای | ۰٫۹۲۰۹ | ۰۸ دقیقه ۲۶ ثانیه | ۳۸°۱۸′جنوبی ۱۰۶°۰۶′شرقی / ۳۸٫۳°جنوبی ۱۰۶٫۱°شرقی | ۳۲۵ کیلومتر (۲۰۲ مایل) |                 | [ ۱ ]    |
| ۲۰ ژوئیه ۱۵۰۶   | ۱۳:۴۶:۵۸           | ۱۱۸        | کامل   | ۱٫۰۶۲۳ | ۰۵ دقیقه ۰۸ ثانیه | ۳۰°۲۴′شمالی ۱۹°۴۸′غربی / ۳۰٫۴°شمالی ۱۹٫۸°غربی   | ۲۰۹ کیلومتر (۱۳۰ مایل) |                 | [ ۱ ]    |
| ۱۳ ژانویه ۱۵۰۷  | ۰۷:۲۰:۱۰           | ۱۲۳        | حلقه‌ای | ۰٫۹۵۲۶ | ۰۵ دقیقه ۴۲ ثانیه | ۳°۰۰′جنوبی ۶۸°۱۸′شرقی / ۳٫۰°جنوبی ۶۸٫۳°شرقی     | ۱۸۱ کیلومتر (۱۱۲ مایل) |                 | [ ۱ ]    |
| ۱۰ ژوئیه ۱۵۰۷   | ۰۳:۰۶:۳۳           | ۱۲۸        | مرکب   | ۱٫۰۰۹۵ | ۰۱ دقیقه ۰۱ ثانیه | ۱۲°۲۴′جنوبی ۱۲۶°۰۰′شرقی / ۱۲٫۴°جنوبی ۱۲۶٫۰°شرقی | ۴۰ کیلومتر (۲۵ مایل)   |                 | [ ۱ ]    |
| ۲ ژانویه ۱۵۰۸   | ۱۵:۴۵:۰۹           | ۱۳۳        | حلقه‌ای | ۰٫۹۹۴۱ | ۰۰ دقیقه ۲۸ ثانیه | ۵۲°۴۸′شمالی ۷۷°۰۰′غربی / ۵۲٫۸°شمالی ۷۷٫۰°غربی   | ۹۲ کیلومتر (۵۷ مایل)   |                 | [ ۱ ]    |
| ۲۹ مه ۱۵۰۸      | ۱۹:۰۹:۰۲           | ۱۰۰        | جزئی   | ۰٫۲۰۱۹ | —                 | ۶۷°۰۶′شمالی ۷۲°۴۸′شرقی / ۶۷٫۱°شمالی ۷۲٫۸°شرقی   | —                      |                 | [ ۱ ]    |
| ۲۸ ژوئیه ۱۵۰۸   | ۰۹:۲۸:۴۴           | ۱۳۸        | جزئی   | ۰٫۲۹۹۳ | —                 | ۶۴°۳۰′جنوبی ۱۰°۲۴′شرقی / ۶۴٫۵°جنوبی ۱۰٫۴°شرقی   | —                      |                 | [ ۱ ]    |
| ۲۲ نوامبر ۱۵۰۸  | ۱۹:۲۴:۲۳           | ۱۰۵        | جزئی   | ۰٫۸۴۸۹ | —                 | ۶۷°۴۸′جنوبی ۷۴°۳۶′شرقی / ۶۷٫۸°جنوبی ۷۴٫۶°شرقی   | —                      |                 | [ ۱ ]    |
| ۱۸ مه ۱۵۰۹      | ۱۹:۴۹:۳۶           | ۱۱۰        | حلقه‌ای | ۰٫۹۵۳۹ | ۰۳ دقیقه ۵۶ ثانیه | ۶۴°۵۴′شمالی ۱۲۴°۱۸′غربی / ۶۴٫۹°شمالی ۱۲۴٫۳°غربی | ۲۳۳ کیلومتر (۱۴۵ مایل) |                 | [ ۱ ]    |
| ۱۲ نوامبر ۱۵۰۹  | ۱۰:۰۰:۱۵           | ۱۱۵        | مرکب   | ۱٫۰۱۳۱ | ۰۱ دقیقه ۰۶ ثانیه | ۴۵°۴۸′جنوبی ۲۳°۱۲′شرقی / ۴۵٫۸°جنوبی ۲۳٫۲°شرقی   | ۵۰ کیلومتر (۳۱ مایل)   |                 | [ ۱ ]    |
| ۸ مه ۱۵۱۰       | ۰۱:۱۶:۱۵           | ۱۲۰        | مرکب   | ۱٫۰۰۳۳ | ۰۰ دقیقه ۲۲ ثانیه | ۱۳°۳۰′شمالی ۱۶۱°۲۴′شرقی / ۱۳٫۵°شمالی ۱۶۱٫۴°شرقی | ۱۲ کیلومتر (۷٫۵ مایل)  |                 | [ ۱ ]    |
| ۱ نوامبر ۱۵۱۰   | ۱۹:۱۳:۵۰           | ۱۲۵        | حلقه‌ای | ۰٫۹۶۰۷ | ۰۴ دقیقه ۵۴ ثانیه | ۱°۳۰′جنوبی ۱۰۸°۴۲′غربی / ۱٫۵°جنوبی ۱۰۸٫۷°غربی   | ۱۴۸ کیلومتر (۹۲ مایل)  |                 | [ ۱ ]    |
| ۲۷ آوریل ۱۵۱۱   | ۱۳:۴۷:۲۴           | ۱۳۰        | کامل   | ۱٫۰۴۶۳ | ۰۳ دقیقه ۵۰ ثانیه | ۴۰°۰۰′جنوبی ۱۴°۴۲′غربی / ۴۰٫۰°جنوبی ۱۴٫۷°غربی   | ۲۸۶ کیلومتر (۱۷۸ مایل) |                 | [ ۱ ]    |
| ۲۱ اکتبر ۱۵۱۱   | ۲۱:۱۹:۴۹           | ۱۳۵        | حلقه‌ای | ۰٫۹۴۱۶ | —                 | ۷۰°۴۲′شمالی ۹۸°۳۶′غربی / ۷۰٫۷°شمالی ۹۸٫۶°غربی   | —                      |                 | [ ۱ ]    |
| ۱۷ مارس ۱۵۱۲    | ۲۲:۱۴:۳۵           | ۱۰۲        | جزئی   | ۰٫۹۵۱۶ | —                 | ۷۲°۰۰′شمالی ۱۱۰°۱۲′شرقی / ۷۲٫۰°شمالی ۱۱۰٫۲°شرقی | —                      |                 | [ ۱ ]    |
| ۱۶ آوریل ۱۵۱۲   | ۰۶:۲۲:۲۵           | ۱۴۰        | جزئی   | ۰٫۰۰۰۳ | —                 | ۷۰°۳۶′جنوبی ۱۳۱°۵۴′شرقی / ۷۰٫۶°جنوبی ۱۳۱٫۹°شرقی | —                      |                 | [ ۱ ]    |
| ۱۰ سپتامبر ۱۵۱۲ | ۰۵:۰۳:۲۵           | ۱۰۷        | جزئی   | ۰٫۵۶۸۸ | —                 | ۷۲°۰۰′جنوبی ۱۷°۲۴′شرقی / ۷۲٫۰°جنوبی ۱۷٫۴°شرقی   | —                      |                 | [ ۱ ]    |
| ۷ مارس ۱۵۱۳     | ۱۱:۵۴:۰۳           | ۱۱۲        | مرکب   | ۱٫۰۰۴۰ | ۰۰ دقیقه ۲۴ ثانیه | ۱۷°۳۶′شمالی ۱°۴۸′غربی / ۱۷٫۶°شمالی ۱٫۸°غربی     | ۱۵ کیلومتر (۹٫۳ مایل)  |                 | [ ۱ ]    |
| ۳۰ اوت ۱۵۱۳     | ۱۳:۳۵:۵۲           | ۱۱۷        | کامل   | ۱٫۰۲۱۱ | ۰۲ دقیقه ۰۳ ثانیه | ۱۹°۳۰′جنوبی ۳۱°۵۴′غربی / ۱۹٫۵°جنوبی ۳۱٫۹°غربی   | ۸۰ کیلومتر (۵۰ مایل)   |                 | [ ۱ ]    |
| ۲۴ فوریه ۱۵۱۴   | ۱۸:۴۵:۳۰           | ۱۲۲        | حلقه‌ای | ۰٫۹۴۷۹ | ۰۵ دقیقه ۵۱ ثانیه | ۲۸°۱۲′جنوبی ۹۰°۰۰′غربی / ۲۸٫۲°جنوبی ۹۰٫۰°غربی   | ۲۰۸ کیلومتر (۱۲۹ مایل) |                 | [ ۱ ]    |
| ۲۰ اوت ۱۵۱۴     | ۰۴:۲۵:۱۵           | ۱۲۷        | کامل   | ۱٫۰۶۶۷ | ۰۵ دقیقه ۳۸ ثانیه | ۲۶°۳۰′شمالی ۱۱۹°۵۴′شرقی / ۲۶٫۵°شمالی ۱۱۹٫۹°شرقی | ۲۲۸ کیلومتر (۱۴۲ مایل) |                 | [ ۱ ]    |
| ۱۳ فوریه ۱۵۱۵   | ۱۹:۰۸:۱۹           | ۱۳۲        | جزئی   | ۰٫۷۵۸۰ | —                 | ۷۱°۳۰′جنوبی ۱۸°۵۴′شرقی / ۷۱٫۵°جنوبی ۱۸٫۹°شرقی   | —                      |                 | [ ۱ ]    |
| ۱۱ ژوئیه ۱۵۱۵   | ۱۳:۳۶:۵۱           | ۹۹         | جزئی   | ۰٫۰۱۵۳ | —                 | ۶۸°۳۰′جنوبی ۳۸°۱۲′غربی / ۶۸٫۵°جنوبی ۳۸٫۲°غربی   | —                      |                 | [ ۱ ]    |
| ۹ اوت ۱۵۱۵      | ۲۱:۲۱:۲۵           | ۱۳۷        | جزئی   | ۰٫۹۶۸۶ | —                 | ۷۰°۴۸′شمالی ۷°۰۶′غربی / ۷۰٫۸°شمالی ۷٫۱°غربی     | —                      |                 | [ ۱ ]    |
| ۴ ژانویه ۱۵۱۶   | ۰۳:۳۸:۴۱           | ۱۰۴        | جزئی   | ۰٫۶۸۳۰ | —                 | ۶۸°۰۶′شمالی ۱۱۷°۴۲′شرقی / ۶۸٫۱°شمالی ۱۱۷٫۷°شرقی | —                      |                 | [ ۱ ]    |
| ۳۰ ژوئیه ۱۵۱۶   | ۰۱:۱۵:۱۵           | ۱۰۹        | حلقه‌ای | ۰٫۹۸۹۹ | ۰۱ دقیقه ۰۳ ثانیه | ۳۳°۴۸′جنوبی ۱۶۱°۱۸′شرقی / ۳۳٫۸°جنوبی ۱۶۱٫۳°شرقی | ۶۴ کیلومتر (۴۰ مایل)   |                 | [ ۱ ]    |
| ۲۳ دسامبر ۱۵۱۶  | ۱۴:۰۰:۵۱           | ۱۱۴        | کامل   | ۱٫۰۱۹۹ | ۰۲ دقیقه ۰۵ ثانیه | ۲°۱۲′شمالی ۲۷°۵۴′غربی / ۲٫۲°شمالی ۲۷٫۹°غربی     | ۷۵ کیلومتر (۴۷ مایل)   |                 | [ ۱ ]    |
| ۱۹ ژوئیه ۱۵۱۷   | ۰۵:۴۱:۳۱           | ۱۱۹        | حلقه‌ای | ۰٫۹۵۵۲ | ۰۵ دقیقه ۵۰ ثانیه | ۱۹°۳۰′شمالی ۹۶°۰۶′شرقی / ۱۹٫۵°شمالی ۹۶٫۱°شرقی   | ۱۶۴ کیلومتر (۱۰۲ مایل) |                 | [ ۱ ]    |
| ۱۳ دسامبر ۱۵۱۷  | ۰۵:۰۴:۱۳           | ۱۲۴        | کامل   | ۱٫۰۴۶۸ | ۰۳ دقیقه ۵۲ ثانیه | ۳۸°۱۲′جنوبی ۱۰۳°۰۰′شرقی / ۳۸٫۲°جنوبی ۱۰۳٫۰°شرقی | ۱۶۱ کیلومتر (۱۰۰ مایل) |                 | [ ۱ ]    |
| ۸ ژوئیه ۱۵۱۸    | ۰۶:۱۵:۲۴           | ۱۲۹        | حلقه‌ای | ۰٫۹۴۹۶ | ۰۴ دقیقه ۱۳ ثانیه | ۶۷°۰۰′شمالی ۷۳°۲۴′شرقی / ۶۷٫۰°شمالی ۷۳٫۴°شرقی   | ۲۵۹ کیلومتر (۱۶۱ مایل) |                 | [ ۱ ]    |
| ۲ دسامبر ۱۵۱۸   | ۲۰:۱۴:۵۸           | ۱۳۴        | کامل   | ۱٫۰۱۲۴ | ۰۰ دقیقه ۴۱ ثانیه | ۸۰°۲۴′جنوبی ۱۲۸°۴۲′شرقی / ۸۰٫۴°جنوبی ۱۲۸٫۷°شرقی | ۱۲۵ کیلومتر (۷۸ مایل)  |                 | [ ۱ ]    |
| ۲۸ آوریل ۱۵۱۹   | ۲۳:۳۵:۴۳           | ۱۰۱        | جزئی   | ۰٫۵۰۷۰ | —                 | ۶۲°۳۰′جنوبی ۱۲۰°۱۲′غربی / ۶۲٫۵°جنوبی ۱۲۰٫۲°غربی | —                      |                 | [ ۱ ]    |
| ۲۸ مه ۱۵۱۹      | ۱۰:۲۰:۰۹           | ۱۳۹        | جزئی   | ۰٫۲۳۴۲ | —                 | ۶۴°۳۶′شمالی ۱۲۶°۱۸′غربی / ۶۴٫۶°شمالی ۱۲۶٫۳°غربی | —                      |                 | [ ۱ ]    |
| ۲۳ اکتبر ۱۵۱۹   | ۱۵:۲۰:۳۴           | ۱۰۶        | جزئی   | ۰٫۶۰۹۶ | —                 | ۶۱°۵۴′شمالی ۷°۲۴′شرقی / ۶۱٫۹°شمالی ۷٫۴°شرقی     | —                      |                 | [ ۱ ]    |
| ۱۷ آوریل ۱۵۲۰   | ۱۳:۳۶:۴۶           | ۱۱۱        | کامل   | ۱٫۰۶۰۹ | ۰۵ دقیقه ۱۵ ثانیه | ۱۲°۳۶′جنوبی ۱۲°۱۲′غربی / ۱۲٫۶°جنوبی ۱۲٫۲°غربی   | ۲۲۶ کیلومتر (۱۴۰ مایل) |                 | [ ۱ ]    |
| ۱۱ اکتبر ۱۵۲۰   | ۱۶:۰۳:۲۰           | ۱۱۶        | حلقه‌ای | ۰٫۹۲۴۴ | ۰۸ دقیقه ۵۷ ثانیه | ۱۷°۴۸′شمالی ۴۹°۲۴′غربی / ۱۷٫۸°شمالی ۴۹٫۴°غربی   | ۳۲۹ کیلومتر (۲۰۴ مایل) |                 | [ ۱ ]    |
| ۷ آوریل ۱۵۲۱    | ۰۶:۲۶:۰۶           | ۱۲۱        | کامل   | ۱٫۰۶۶۲ | ۰۵ دقیقه ۱۵ ثانیه | ۲۲°۴۸′شمالی ۷۷°۱۸′شرقی / ۲۲٫۸°شمالی ۷۷٫۳°شرقی   | ۲۲۲ کیلومتر (۱۳۸ مایل) |                 | [ ۱ ]    |
| ۳۰ سپتامبر ۱۵۲۱ | ۱۶:۲۱:۴۲           | ۱۲۶        | حلقه‌ای | ۰٫۹۴۸۹ | ۰۵ دقیقه ۳۰ ثانیه | ۱۶°۱۲′جنوبی ۷۳°۱۸′غربی / ۱۶٫۲°جنوبی ۷۳٫۳°غربی   | ۱۹۱ کیلومتر (۱۱۹ مایل) |                 | [ ۱ ]    |
| ۲۷ مارس ۱۵۲۲    | ۲۱:۲۲:۵۹           | ۱۳۱        | کامل   | ۱٫۰۰۷۶ | ۰۰ دقیقه ۲۶ ثانیه | ۶۲°۰۰′شمالی ۱۲۷°۴۲′شرقی / ۶۲٫۰°شمالی ۱۲۷٫۷°شرقی | ۳۴۷ کیلومتر (۲۱۶ مایل) |                 | [ ۱ ]    |
| ۱۹ سپتامبر ۱۵۲۲ | ۲۲:۵۷:۳۳           | ۱۳۶        | حلقه‌ای | ۰٫۹۹۴۶ | ۰۰ دقیقه ۲۳ ثانیه | ۵۳°۵۴′جنوبی ۱۴۶°۰۶′شرقی / ۵۳٫۹°جنوبی ۱۴۶٫۱°شرقی | ۴۲ کیلومتر (۲۶ مایل)   |                 | [ ۱ ]    |
| ۱۵ فوریه ۱۵۲۳   | ۱۴:۱۶:۴۴           | ۱۰۳        | جزئی   | ۰٫۷۸۲۷ | —                 | ۶۱°۱۲′جنوبی ۷۷°۲۴′شرقی / ۶۱٫۲°جنوبی ۷۷٫۴°شرقی   | —                      |                 | [ ۱ ]    |
| ۱۱ اوت ۱۵۲۳     | ۰۴:۳۳:۱۶           | ۱۰۸        | کامل   | ۱٫۰۵۵۸ | ۰۲ دقیقه ۴۴ ثانیه | ۶۲°۴۲′شمالی ۱۳۵°۵۴′غربی / ۶۲٫۷°شمالی ۱۳۵٫۹°غربی | —                      |                 | [ ۱ ]    |
| ۴ فوریه ۱۵۲۴    | ۱۳:۴۵:۳۵           | ۱۱۳        | حلقه‌ای | ۰٫۹۲۳۵ | ۰۸ دقیقه ۰۵ ثانیه | ۳۵°۲۴′جنوبی ۹°۱۸′غربی / ۳۵٫۴°جنوبی ۹٫۳°غربی     | ۳۱۵ کیلومتر (۱۹۶ مایل) |                 | [ ۱ ]    |
| ۳۰ ژوئیه ۱۵۲۴   | ۲۱:۱۷:۳۹           | ۱۱۸        | کامل   | ۱٫۰۵۷۷ | ۰۴ دقیقه ۴۰ ثانیه | ۳۰°۴۸′شمالی ۱۳۰°۱۲′غربی / ۳۰٫۸°شمالی ۱۳۰٫۲°غربی | ۱۹۸ کیلومتر (۱۲۳ مایل) |                 | [ ۱ ]    |
| ۲۳ ژانویه ۱۵۲۵  | ۱۵:۳۱:۲۱           | ۱۲۳        | حلقه‌ای | ۰٫۹۵۶۹ | ۰۴ دقیقه ۵۸ ثانیه | ۱°۱۲′جنوبی ۵۴°۴۸′غربی / ۱٫۲°جنوبی ۵۴٫۸°غربی     | ۱۶۳ کیلومتر (۱۰۱ مایل) |                 | [ ۱ ]    |
| ۲۰ ژوئیه ۱۵۲۵   | ۱۰:۱۱:۰۴           | ۱۲۸        | مرکب   | ۱٫۰۰۵۴ | ۰۰ دقیقه ۳۵ ثانیه | ۹°۱۸′جنوبی ۱۹°۲۴′شرقی / ۹٫۳°جنوبی ۱۹٫۴°شرقی     | ۲۱ کیلومتر (۱۳ مایل)   |                 | [ ۱ ]    |
| ۱۳ ژانویه ۱۵۲۶  | ۰۰:۲۲:۳۱           | ۱۳۳        | حلقه‌ای | ۰٫۹۹۸۵ | ۰۰ دقیقه ۰۷ ثانیه | ۵۱°۰۰′شمالی ۱۴۸°۴۸′شرقی / ۵۱٫۰°شمالی ۱۴۸٫۸°شرقی | ۱۹ کیلومتر (۱۲ مایل)   |                 | [ ۱ ]    |
| ۱۰ ژوئیه ۱۵۲۶   | ۰۱:۳۴:۳۳           | ۱۰۰        | جزئی   | ۰٫۰۵۵۷ | —                 | ۶۶°۰۶′شمالی ۳۴°۰۶′غربی / ۶۶٫۱°شمالی ۳۴٫۱°غربی   | —                      |                 | [ ۱ ]    |
| ۹ ژوئیه ۱۵۲۶    | ۱۶:۰۲:۴۲           | ۱۳۸        | جزئی   | ۰٫۴۳۷۹ | —                 | ۶۳°۳۶′جنوبی ۹۷°۴۸′غربی / ۶۳٫۶°جنوبی ۹۷٫۸°غربی   | —                      |                 | [ ۱ ]    |
| ۴ دسامبر ۱۵۲۶   | ۰۴:۱۴:۳۹           | ۱۰۵        | جزئی   | ۰٫۸۳۸۲ | —                 | ۶۶°۴۲′جنوبی ۶۸°۵۴′غربی / ۶۶٫۷°جنوبی ۶۸٫۹°غربی   | —                      |                 | [ ۱ ]    |
| ۳۰ مه ۱۵۲۷      | ۰۲:۲۳:۰۱           | ۱۱۰        | حلقه‌ای | ۰٫۹۵۵۶ | ۰۳ دقیقه ۲۸ ثانیه | ۷۳°۲۴′شمالی ۱۴۴°۳۶′شرقی / ۷۳٫۴°شمالی ۱۴۴٫۶°شرقی | ۲۵۵ کیلومتر (۱۵۸ مایل) |                 | [ ۱ ]    |
| ۲۳ نوامبر ۱۵۲۷  | ۱۸:۳۶:۳۸           | ۱۱۵        | مرکب   | ۱٫۰۰۸۹ | ۰۰ دقیقه ۴۵ ثانیه | ۴۸°۳۶′جنوبی ۱۰۲°۳۰′غربی / ۴۸٫۶°جنوبی ۱۰۲٫۵°غربی | ۳۴ کیلومتر (۲۱ مایل)   |                 | [ ۱ ]    |
| ۱۸ مه ۱۵۲۸      | ۰۸:۲۱:۰۵           | ۱۲۰        | مرکب   | ۱٫۰۰۸۵ | ۰۰ دقیقه ۵۶ ثانیه | ۱۹°۵۴′شمالی ۵۴°۳۶′شرقی / ۱۹٫۹°شمالی ۵۴٫۶°شرقی   | ۲۹ کیلومتر (۱۸ مایل)   |                 | [ ۱ ]    |
| ۱۲ نوامبر ۱۵۲۸  | ۰۳:۲۲:۵۸           | ۱۲۵        | حلقه‌ای | ۰٫۹۵۶۲ | ۰۵ دقیقه ۳۶ ثانیه | ۴°۵۴′جنوبی ۱۲۸°۲۴′شرقی / ۴٫۹°جنوبی ۱۲۸٫۴°شرقی   | ۱۶۶ کیلومتر (۱۰۳ مایل) |                 | [ ۱ ]    |
| ۷ مه ۱۵۲۹       | ۲۱:۱۹:۵۰           | ۱۳۰        | کامل   | ۱٫۰۵۲۶ | ۰۴ دقیقه ۳۸ ثانیه | ۳۱°۱۸′جنوبی ۱۳۳°۰۶′غربی / ۳۱٫۳°جنوبی ۱۳۳٫۱°غربی | ۲۷۶ کیلومتر (۱۷۱ مایل) |                 | [ ۱ ]    |
| ۱ نوامبر ۱۵۲۹   | ۰۵:۰۴:۱۱           | ۱۳۵        | حلقه‌ای | ۰٫۹۱۱۹ | ۰۸ دقیقه ۰۹ ثانیه | ۶۱°۴۲′شمالی ۱۲۲°۴۸′شرقی / ۶۱٫۷°شمالی ۱۲۲٫۸°شرقی | —                      |                 | [ ۱ ]    |
| ۲۹ مارس ۱۵۳۰    | ۰۶:۱۶:۳۷           | ۱۰۲        | جزئی   | ۰٫۸۶۷۱ | —                 | ۷۱°۴۲′شمالی ۲۴°۲۴′غربی / ۷۱٫۷°شمالی ۲۴٫۴°غربی   | —                      |                 | [ ۱ ]    |
| ۲۷ آوریل ۱۵۳۰   | ۱۴:۰۷:۲۰           | ۱۴۰        | جزئی   | ۰٫۱۰۸۳ | —                 | ۶۹°۵۴′جنوبی ۲°۵۴′شرقی / ۶۹٫۹°جنوبی ۲٫۹°شرقی     | —                      |                 | [ ۱ ]    |
| ۲۱ سپتامبر ۱۵۳۰ | ۱۲:۳۱:۳۷           | ۱۰۷        | جزئی   | ۰٫۴۹۷۰ | —                 | ۷۲°۰۰′جنوبی ۱۰۸°۵۴′غربی / ۷۲٫۰°جنوبی ۱۰۸٫۹°غربی | —                      |                 | [ ۱ ]    |
| ۱۸ مارس ۱۵۳۱    | ۱۹:۴۷:۲۱           | ۱۱۲        | مرکب   | ۱٫۰۰۳۶ | ۰۰ دقیقه ۲۱ ثانیه | ۲۴°۱۸′شمالی ۱۲۲°۰۶′غربی / ۲۴٫۳°شمالی ۱۲۲٫۱°غربی | ۱۳ کیلومتر (۸٫۱ مایل)  |                 | [ ۱ ]    |
| ۱۰ سپتامبر ۱۵۳۱ | ۲۱:۲۱:۵۲           | ۱۱۷        | کامل   | ۱٫۰۲۰۸ | ۰۱ دقیقه ۵۶ ثانیه | ۲۶°۲۴′جنوبی ۱۵۱°۰۰′غربی / ۲۶٫۴°جنوبی ۱۵۱٫۰°غربی | ۸۱ کیلومتر (۵۰ مایل)   |                 | [ ۱ ]    |
| ۷ مارس ۱۵۳۲     | ۰۲:۲۱:۴۰           | ۱۲۲        | حلقه‌ای | ۰٫۹۴۸۸ | ۰۵ دقیقه ۵۹ ثانیه | ۲۱°۴۸′جنوبی ۱۵۴°۱۸′شرقی / ۲۱٫۸°جنوبی ۱۵۴٫۳°شرقی | ۲۰۱ کیلومتر (۱۲۵ مایل) |                 | [ ۱ ]    |
| ۳۰ اوت ۱۵۳۲     | ۱۲:۱۷:۴۵           | ۱۲۷        | کامل   | ۱٫۰۶۵۴ | ۰۵ دقیقه ۴۰ ثانیه | ۱۹°۱۸′شمالی ۰°۰۰′شرقی / ۱۹٫۳°شمالی ۰٫۰°شرقی     | ۲۲۱ کیلومتر (۱۳۷ مایل) |                 | [ ۱ ]    |
| ۲۴ فوریه ۱۵۳۳   | ۰۲:۴۲:۱۰           | ۱۳۲        | جزئی   | ۰٫۸۰۷۷ | —                 | ۷۱°۵۴′جنوبی ۱۰۸°۳۰′غربی / ۷۱٫۹°جنوبی ۱۰۸٫۵°غربی | —                      |                 | [ ۱ ]    |
| ۲۰ اوت ۱۵۳۳     | ۰۵:۰۴:۰۱           | ۱۳۷        | کامل   | ۱٫۰۴۷۹ | ۰۲ دقیقه ۴۰ ثانیه | ۷۳°۴۲′شمالی ۱۷۸°۱۸′شرقی / ۷۳٫۷°شمالی ۱۷۸٫۳°شرقی | ۶۷۸ کیلومتر (۴۲۱ مایل) |                 | [ ۱ ]    |
| ۱۴ ژانویه ۱۵۳۴  | ۱۲:۰۱:۱۹           | ۱۰۴        | جزئی   | ۰٫۶۷۷۸ | —                 | ۶۹°۰۶′شمالی ۱۹°۴۲′غربی / ۶۹٫۱°شمالی ۱۹٫۷°غربی   | —                      |                 | [ ۱ ]    |
| ۱۱ ژوئیه ۱۵۳۴   | ۰۸:۰۸:۴۶           | ۱۰۹        | حلقه‌ای | ۰٫۹۸۳۳ | ۰۱ دقیقه ۳۵ ثانیه | ۴۴°۵۴′جنوبی ۵۲°۳۰′شرقی / ۴۴٫۹°جنوبی ۵۲٫۵°شرقی   | ۱۴۴ کیلومتر (۸۹ مایل)  |                 | [ ۱ ]    |
| ۳ ژانویه ۱۵۳۵   | ۲۲:۴۵:۴۹           | ۱۱۴        | کامل   | ۱٫۰۲۲۸ | ۰۲ دقیقه ۲۲ ثانیه | ۳°۴۸′شمالی ۱۶۰°۰۶′غربی / ۳٫۸°شمالی ۱۶۰٫۱°غربی   | ۸۶ کیلومتر (۵۳ مایل)   |                 | [ ۱ ]    |
| ۳۰ ژوئیه ۱۵۳۵   | ۱۲:۰۸:۲۰           | ۱۱۹        | حلقه‌ای | ۰٫۹۵۳۳ | ۰۶ دقیقه ۱۹ ثانیه | ۱۳°۳۰′شمالی ۰°۳۶′غربی / ۱۳٫۵°شمالی ۰٫۶°غربی     | ۱۷۳ کیلومتر (۱۰۷ مایل) |                 | [ ۱ ]    |
| ۲۴ دسامبر ۱۵۳۵  | ۱۳:۵۶:۵۷           | ۱۲۴        | کامل   | ۱٫۰۴۶۹ | ۰۳ دقیقه ۵۵ ثانیه | ۳۷°۳۰′جنوبی ۲۷°۲۴′غربی / ۳۷٫۵°جنوبی ۲۷٫۴°غربی   | ۱۶۱ کیلومتر (۱۰۰ مایل) |                 | [ ۱ ]    |
| ۱۸ ژوئیه ۱۵۳۶   | ۱۲:۴۳:۲۱           | ۱۲۹        | حلقه‌ای | ۰٫۹۵۲۳ | ۰۴ دقیقه ۱۷ ثانیه | ۶۱°۰۰′شمالی ۱۳°۲۴′غربی / ۶۱٫۰°شمالی ۱۳٫۴°غربی   | ۲۲۰ کیلومتر (۱۴۰ مایل) |                 | [ ۱ ]    |
| ۱۳ دسامبر ۱۵۳۶  | ۰۴:۵۹:۲۰           | ۱۳۴        | کامل   | ۱٫۰۰۹۸ | ۰۰ دقیقه ۳۳ ثانیه | ۸۴°۳۰′جنوبی ۱۷°۱۲′غربی / ۸۴٫۵°جنوبی ۱۷٫۲°غربی   | ۹۷ کیلومتر (۶۰ مایل)   |                 | [ ۱ ]    |
| ۹ مه ۱۵۳۷       | ۰۶:۵۲:۵۷           | ۱۰۱        | جزئی   | ۰٫۳۹۲۲ | —                 | ۶۳°۱۲′جنوبی ۱۲۱°۱۲′شرقی / ۶۳٫۲°جنوبی ۱۲۱٫۲°شرقی | —                      |                 | [ ۱ ]    |
| ۷ ژوئیه ۱۵۳۷    | ۱۷:۱۴:۰۵           | ۱۳۹        | جزئی   | ۰٫۳۷۹۶ | —                 | ۶۵°۳۰′شمالی ۱۲۰°۱۲′شرقی / ۶۵٫۵°شمالی ۱۲۰٫۲°شرقی | —                      |                 | [ ۱ ]    |
| ۲ نوامبر ۱۵۳۷   | ۲۳:۱۷:۰۱           | ۱۰۶        | جزئی   | ۰٫۵۷۱۲ | —                 | ۶۲°۳۶′شمالی ۱۲۰°۴۲′غربی / ۶۲٫۶°شمالی ۱۲۰٫۷°غربی | —                      |                 | [ ۱ ]    |
| ۲۸ آوریل ۱۵۳۸   | ۲۱:۱۷:۳۱           | ۱۱۱        | کامل   | ۱٫۰۶۴۵ | ۰۵ دقیقه ۳۸ ثانیه | ۱۳°۴۲′جنوبی ۱۲۷°۴۲′غربی / ۱۳٫۷°جنوبی ۱۲۷٫۷°غربی | ۲۴۹ کیلومتر (۱۵۵ مایل) |                 | [ ۱ ]    |
| ۲۲ اکتبر ۱۵۳۸   | ۲۳:۳۸:۴۱           | ۱۱۶        | حلقه‌ای | ۰٫۹۲۱۴ | ۰۹ دقیقه ۴۱ ثانیه | ۱۶°۳۶′شمالی ۱۶۴°۰۶′غربی / ۱۶٫۶°شمالی ۱۶۴٫۱°غربی | ۳۵۱ کیلومتر (۲۱۸ مایل) |                 | [ ۱ ]    |
| ۱۸ آوریل ۱۵۳۹   | ۱۴:۱۵:۰۷           | ۱۲۱        | کامل   | ۱٫۰۶۸۰ | ۰۵ دقیقه ۲۸ ثانیه | ۲۳°۴۲′شمالی ۳۸°۴۲′غربی / ۲۳٫۷°شمالی ۳۸٫۷°غربی   | ۲۲۵ کیلومتر (۱۴۰ مایل) |                 | [ ۱ ]    |
| ۱۲ اکتبر ۱۵۳۹   | ۰۰:۰۱:۴۵           | ۱۲۶        | حلقه‌ای | ۰٫۹۴۸۴ | ۰۵ دقیقه ۳۵ ثانیه | ۱۸°۴۲′جنوبی ۱۷۲°۱۲′شرقی / ۱۸٫۷°جنوبی ۱۷۲٫۲°شرقی | ۱۹۲ کیلومتر (۱۱۹ مایل) |                 | [ ۱ ]    |
| ۷ آوریل ۱۵۴۰    | ۰۵:۰۴:۳۰           | ۱۳۱        | کامل   | ۱٫۰۱۱۵ | ۰۰ دقیقه ۴۲ ثانیه | ۶۳°۰۶′شمالی ۳۴°۴۲′شرقی / ۶۳٫۱°شمالی ۳۴٫۷°شرقی   | ۱۲۳ کیلومتر (۷۶ مایل)  |                 | [ ۱ ]    |
| ۳۰ سپتامبر ۱۵۴۰ | ۰۶:۵۴:۱۱           | ۱۳۶        | حلقه‌ای | ۰٫۹۹۶۰ | ۰۰ دقیقه ۱۷ ثانیه | ۵۴°۳۶′جنوبی ۲۹°۱۲′شرقی / ۵۴٫۶°جنوبی ۲۹٫۲°شرقی   | ۲۷ کیلومتر (۱۷ مایل)   |                 | [ ۱ ]    |
| ۲۵ فوریه ۱۵۴۱   | ۲۱:۵۴:۴۲           | ۱۰۳        | جزئی   | ۰٫۷۲۷۲ | —                 | ۶۱°۰۰′جنوبی ۴۵°۴۸′غربی / ۶۱٫۰°جنوبی ۴۵٫۸°غربی   | —                      |                 | [ ۱ ]    |
| ۲۱ اوت ۱۵۴۱     | ۱۲:۲۰:۰۷           | ۱۰۸        | جزئی   | ۰٫۹۱۷۲ | —                 | ۶۱°۱۸′شمالی ۱۰۲°۰۰′شرقی / ۶۱٫۳°شمالی ۱۰۲٫۰°شرقی | —                      |                 | [ ۱ ]    |
| ۱۹ سپتامبر ۱۵۴۱ | ۲۰:۳۴:۰۱           | ۱۴۶        | جزئی   | ۰٫۰۳۷۸ | —                 | ۶۱°۰۶′جنوبی ۱۳۵°۱۸′شرقی / ۶۱٫۱°جنوبی ۱۳۵٫۳°شرقی | —                      |                 | [ ۱ ]    |
| ۱۴ فوریه ۱۵۴۲   | ۲۱:۲۷:۲۳           | ۱۱۳        | حلقه‌ای | ۰٫۹۲۶۵ | ۰۷ دقیقه ۴۴ ثانیه | ۳۲°۳۰′جنوبی ۱۲۳°۴۸′غربی / ۳۲٫۵°جنوبی ۱۲۳٫۸°غربی | ۳۰۵ کیلومتر (۱۹۰ مایل) |                 | [ ۱ ]    |
| ۱۱ اوت ۱۵۴۲     | ۰۴:۵۱:۰۶           | ۱۱۸        | کامل   | ۱٫۰۵۲۵ | ۰۴ دقیقه ۱۲ ثانیه | ۳۰°۳۶′شمالی ۱۱۸°۳۶′شرقی / ۳۰٫۶°شمالی ۱۱۸٫۶°شرقی | ۱۸۴ کیلومتر (۱۱۴ مایل) |                 | [ ۱ ]    |
| ۳ فوریه ۱۵۴۳    | ۲۳:۳۸:۵۲           | ۱۲۳        | حلقه‌ای | ۰٫۹۶۱۷ | ۰۴ دقیقه ۱۴ ثانیه | ۱°۰۰′شمالی ۱۷۷°۰۰′غربی / ۱٫۰°شمالی ۱۷۷٫۰°غربی   | ۱۴۳ کیلومتر (۸۹ مایل)  |                 | [ ۱ ]    |
| ۳۱ ژوئیه ۱۵۴۳   | ۱۷:۱۶:۲۳           | ۱۲۸        | مرکب   | ۱٫۰۰۰۷ | ۰۰ دقیقه ۰۵ ثانیه | ۷°۱۸′جنوبی ۸۷°۰۰′غربی / ۷٫۳°جنوبی ۸۷٫۰°غربی     | ۳ کیلومتر (۱٫۹ مایل)   |                 | [ ۱ ]    |
| ۲۴ ژانویه ۱۵۴۴  | ۰۸:۵۷:۴۵           | ۱۳۳        | مرکب   | ۱٫۰۰۳۵ | ۰۰ دقیقه ۱۶ ثانیه | ۴۹°۴۲′شمالی ۱۶°۰۰′شرقی / ۴۹٫۷°شمالی ۱۶٫۰°شرقی   | ۴۰ کیلومتر (۲۵ مایل)   |                 | [ ۱ ]    |
| ۱۹ ژوئیه ۱۵۴۴   | ۲۲:۳۸:۲۲           | ۱۳۸        | جزئی   | ۰٫۵۷۳۰ | —                 | ۶۲°۴۸′جنوبی ۱۵۳°۵۴′شرقی / ۶۲٫۸°جنوبی ۱۵۳٫۹°شرقی | —                      |                 | [ ۱ ]    |
| ۱۴ دسامبر ۱۵۴۴  | ۱۳:۰۶:۲۸           | ۱۰۵        | جزئی   | ۰٫۸۲۹۷ | —                 | ۶۵°۳۶′جنوبی ۱۴۷°۳۶′شرقی / ۶۵٫۶°جنوبی ۱۴۷٫۶°شرقی | —                      |                 | [ ۱ ]    |
| ۹ ژوئیه ۱۵۴۵    | ۰۸:۵۷:۲۸           | ۱۱۰        | حلقه‌ای | ۰٫۹۵۶۷ | ۰۳ دقیقه ۰۶ ثانیه | ۸۱°۱۲′شمالی ۷۲°۰۰′شرقی / ۸۱٫۲°شمالی ۷۲٫۰°شرقی   | ۳۰۳ کیلومتر (۱۸۸ مایل) |                 | [ ۱ ]    |
| ۴ دسامبر ۱۵۴۵   | ۰۳:۱۵:۴۲           | ۱۱۵        | مرکب   | ۱٫۰۰۵۱ | ۰۰ دقیقه ۲۵ ثانیه | ۵۰°۰۶′جنوبی ۱۳۲°۰۶′شرقی / ۵۰٫۱°جنوبی ۱۳۲٫۱°شرقی | ۲۰ کیلومتر (۱۲ مایل)   |                 | [ ۱ ]    |
| ۲۹ مه ۱۵۴۶      | ۱۵:۲۴:۴۰           | ۱۲۰        | مرکب   | ۱٫۰۱۳۳ | ۰۱ دقیقه ۲۴ ثانیه | ۲۵°۴۲′شمالی ۵۱°۰۰′غربی / ۲۵٫۷°شمالی ۵۱٫۰°غربی   | ۴۶ کیلومتر (۲۹ مایل)   |                 | [ ۱ ]    |
| ۲۳ نوامبر ۱۵۴۶  | ۱۱:۳۵:۴۲           | ۱۲۵        | حلقه‌ای | ۰٫۹۵۲۱ | ۰۶ دقیقه ۱۳ ثانیه | ۷°۱۸′جنوبی ۴°۵۴′شرقی / ۷٫۳°جنوبی ۴٫۹°شرقی       | ۱۸۱ کیلومتر (۱۱۲ مایل) |                 | [ ۱ ]    |
| ۱۹ مه ۱۵۴۷      | ۰۴:۴۸:۵۸           | ۱۳۰        | کامل   | ۱٫۰۵۸۱ | ۰۵ دقیقه ۲۲ ثانیه | ۲۳°۳۰′جنوبی ۱۱۰°۴۲′شرقی / ۲۳٫۵°جنوبی ۱۱۰٫۷°شرقی | ۲۷۰ کیلومتر (۱۷۰ مایل) |                 | [ ۱ ]    |
| ۱۲ نوامبر ۱۵۴۷  | ۱۲:۵۴:۲۴           | ۱۳۵        | حلقه‌ای | ۰٫۹۱۰۶ | ۰۸ دقیقه ۵۹ ثانیه | ۵۵°۳۰′شمالی ۴°۴۲′غربی / ۵۵٫۵°شمالی ۴٫۷°غربی     | ۴۱۹ کیلومتر (۲۶۰ مایل) |                 | [ ۱ ]    |
| ۸ آوریل ۱۵۴۸    | ۱۴:۱۰:۰۸           | ۱۰۲        | جزئی   | ۰٫۷۶۹۸ | —                 | ۷۱°۱۲′شمالی ۱۵۶°۳۰′غربی / ۷۱٫۲°شمالی ۱۵۶٫۵°غربی | —                      |                 | [ ۱ ]    |
| ۷ مه ۱۵۴۸       | ۲۱:۴۶:۵۲           | ۱۴۰        | جزئی   | ۰٫۲۲۵۰ | —                 | ۶۹°۰۰′جنوبی ۱۲۴°۱۲′غربی / ۶۹٫۰°جنوبی ۱۲۴٫۲°غربی | —                      |                 | [ ۱ ]    |
| ۱ اکتبر ۱۵۴۸    | ۲۰:۱۰:۵۰           | ۱۰۷        | جزئی   | ۰٫۴۳۹۴ | —                 | ۷۱°۴۲′جنوبی ۱۲۲°۱۸′شرقی / ۷۱٫۷°جنوبی ۱۲۲٫۳°شرقی | —                      |                 | [ ۱ ]    |
| ۲۹ مارس ۱۵۴۹    | ۰۳:۳۰:۵۵           | ۱۱۲        | مرکب   | ۱٫۰۰۲۹ | ۰۰ دقیقه ۱۶ ثانیه | ۳۱°۲۴′شمالی ۱۲۰°۰۶′شرقی / ۳۱٫۴°شمالی ۱۲۰٫۱°شرقی | ۱۱ کیلومتر (۶٫۸ مایل)  |                 | [ ۱ ]    |
| ۲۱ سپتامبر ۱۵۴۹ | ۰۵:۱۶:۲۴           | ۱۱۷        | کامل   | ۱٫۰۲۰۵ | ۰۱ دقیقه ۴۹ ثانیه | ۳۳°۱۲′جنوبی ۸۸°۰۰′شرقی / ۳۳٫۲°جنوبی ۸۸٫۰°شرقی   | ۸۲ کیلومتر (۵۱ مایل)   |                 | [ ۱ ]    |
| ۱۸ مارس ۱۵۵۰    | ۰۹:۴۷:۴۸           | ۱۲۲        | حلقه‌ای | ۰٫۹۴۹۷ | ۰۶ دقیقه ۰۵ ثانیه | ۱۵°۰۶′جنوبی ۴۰°۴۸′شرقی / ۱۵٫۱°جنوبی ۴۰٫۸°شرقی   | ۱۹۴ کیلومتر (۱۲۱ مایل) |                 | [ ۱ ]    |
| ۱۰ سپتامبر ۱۵۵۰ | ۲۰:۱۷:۳۸           | ۱۲۷        | کامل   | ۱٫۰۶۳۶ | ۰۵ دقیقه ۳۸ ثانیه | ۱۲°۲۴′شمالی ۱۲۱°۴۸′غربی / ۱۲٫۴°شمالی ۱۲۱٫۸°غربی | ۲۱۲ کیلومتر (۱۳۲ مایل) |                 | [ ۱ ]    |
| ۷ مارس ۱۵۵۱     | ۱۰:۰۵:۱۸           | ۱۳۲        | جزئی   | ۰٫۸۷۳۰ | —                 | ۷۲°۱۲′جنوبی ۱۲۶°۳۰′شرقی / ۷۲٫۲°جنوبی ۱۲۶٫۵°شرقی | —                      |                 | [ ۱ ]    |
| ۳۱ اوت ۱۵۵۱     | ۱۲:۵۳:۰۱           | ۱۳۷        | کامل   | ۱٫۰۴۶۰ | ۰۲ دقیقه ۵۲ ثانیه | ۶۵°۴۲′شمالی ۲۸°۲۴′شرقی / ۶۵٫۷°شمالی ۲۸٫۴°شرقی   | ۳۹۱ کیلومتر (۲۴۳ مایل) |                 | [ ۱ ]    |
| ۲۵ ژانویه ۱۵۵۲  | ۲۰:۱۹:۴۴           | ۱۰۴        | جزئی   | ۰٫۶۶۵۵ | —                 | ۷۰°۰۰′شمالی ۱۵۶°۳۶′غربی / ۷۰٫۰°شمالی ۱۵۶٫۶°غربی | —                      |                 | [ ۱ ]    |
| ۲۱ ژوئیه ۱۵۵۲   | ۱۵:۰۳:۴۸           | ۱۰۹        | حلقه‌ای | ۰٫۹۷۴۲ | ۰۲ دقیقه ۰۵ ثانیه | ۶۲°۵۴′جنوبی ۶۴°۳۶′غربی / ۶۲٫۹°جنوبی ۶۴٫۶°غربی   | —                      |                 | [ ۱ ]    |
| ۱۴ ژانویه ۱۵۵۳  | ۰۷:۲۸:۰۹           | ۱۱۴        | کامل   | ۱٫۰۲۶۳ | ۰۲ دقیقه ۴۱ ثانیه | ۶°۱۸′شمالی ۶۸°۱۸′شرقی / ۶٫۳°شمالی ۶۸٫۳°شرقی     | ۹۹ کیلومتر (۶۲ مایل)   |                 | [ ۱ ]    |
| ۱۰ ژوئیه ۱۵۵۳   | ۱۸:۳۶:۳۴           | ۱۱۹        | حلقه‌ای | ۰٫۹۵۰۹ | ۰۶ دقیقه ۴۶ ثانیه | ۶°۴۸′شمالی ۹۸°۳۰′غربی / ۶٫۸°شمالی ۹۸٫۵°غربی     | ۱۸۵ کیلومتر (۱۱۵ مایل) |                 | [ ۱ ]    |
| ۳ ژانویه ۱۵۵۴   | ۲۲:۴۹:۳۸           | ۱۲۴        | کامل   | ۱٫۰۴۷۴ | ۰۴ دقیقه ۰۰ ثانیه | ۳۵°۴۸′جنوبی ۱۵۸°۰۶′غربی / ۳۵٫۸°جنوبی ۱۵۸٫۱°غربی | ۱۶۳ کیلومتر (۱۰۱ مایل) |                 | [ ۱ ]    |
| ۲۹ ژوئیه ۱۵۵۴   | ۱۹:۱۰:۴۰           | ۱۲۹        | حلقه‌ای | ۰٫۹۵۴۶ | ۰۴ دقیقه ۲۲ ثانیه | ۵۴°۰۰′شمالی ۱۰۴°۴۸′غربی / ۵۴٫۰°شمالی ۱۰۴٫۸°غربی | ۱۹۵ کیلومتر (۱۲۱ مایل) |                 | [ ۱ ]    |
| ۲۴ دسامبر ۱۵۵۴  | ۱۳:۴۵:۲۱           | ۱۳۴        | کامل   | ۱٫۰۰۷۵ | ۰۰ دقیقه ۲۵ ثانیه | ۸۷°۳۰′جنوبی ۱۵۹°۱۲′شرقی / ۸۷٫۵°جنوبی ۱۵۹٫۲°شرقی | ۷۵ کیلومتر (۴۷ مایل)   |                 | [ ۱ ]    |
| ۲۰ مه ۱۵۵۵      | ۱۴:۰۶:۰۶           | ۱۰۱        | جزئی   | ۰٫۲۶۹۶ | —                 | ۶۴°۰۰′جنوبی ۳°۱۸′شرقی / ۶۴٫۰°جنوبی ۳٫۳°شرقی     | —                      |                 | [ ۱ ]    |
| ۱۹ ژوئیه ۱۵۵۵   | ۰۰:۰۷:۱۶           | ۱۳۹        | جزئی   | ۰٫۵۲۹۰ | —                 | ۶۶°۳۰′شمالی ۶°۳۶′شرقی / ۶۶٫۵°شمالی ۶٫۶°شرقی     | —                      |                 | [ ۱ ]    |
| ۱۴ نوامبر ۱۵۵۵  | ۰۷:۱۹:۲۷           | ۱۰۶        | جزئی   | ۰٫۵۴۲۳ | —                 | ۶۳°۱۸′شمالی ۱۰۹°۲۴′شرقی / ۶۳٫۳°شمالی ۱۰۹٫۴°شرقی | —                      |                 | [ ۱ ]    |
| ۹ مه ۱۵۵۶       | ۰۴:۵۳:۳۶           | ۱۱۱        | کامل   | ۱٫۰۶۷۳ | ۰۵ دقیقه ۵۸ ثانیه | ۱۶°۰۰′جنوبی ۱۱۷°۴۸′شرقی / ۱۶٫۰°جنوبی ۱۱۷٫۸°شرقی | ۲۷۴ کیلومتر (۱۷۰ مایل) |                 | [ ۱ ]    |
| ۲ نوامبر ۱۵۵۶   | ۰۷:۲۲:۱۳           | ۱۱۶        | حلقه‌ای | ۰٫۹۱۹۰ | ۱۰ دقیقه ۲۴ ثانیه | ۱۵°۳۰′شمالی ۷۸°۵۴′شرقی / ۱۵٫۵°شمالی ۷۸٫۹°شرقی   | ۳۷۰ کیلومتر (۲۳۰ مایل) |                 | [ ۱ ]    |
| ۲۸ آوریل ۱۵۵۷   | ۲۱:۵۹:۰۵           | ۱۲۱        | کامل   | ۱٫۰۶۹۲ | ۰۵ دقیقه ۴۲ ثانیه | ۲۴°۰۰′شمالی ۱۵۳°۰۶′غربی / ۲۴٫۰°شمالی ۱۵۳٫۱°غربی | ۲۲۷ کیلومتر (۱۴۱ مایل) |                 | [ ۱ ]    |
| ۲۲ اکتبر ۱۵۵۷   | ۰۷:۴۹:۲۸           | ۱۲۶        | حلقه‌ای | ۰٫۹۴۸۲ | ۰۵ دقیقه ۴۰ ثانیه | ۲۱°۰۶′جنوبی ۵۶°۰۰′شرقی / ۲۱٫۱°جنوبی ۵۶٫۰°شرقی   | ۱۹۲ کیلومتر (۱۱۹ مایل) |                 | [ ۱ ]    |
| ۱۸ آوریل ۱۵۵۸   | ۱۲:۳۹:۲۷           | ۱۳۱        | کامل   | ۱٫۰۱۳۲ | ۰۰ دقیقه ۵۰ ثانیه | ۶۴°۰۶′شمالی ۶۷°۴۸′غربی / ۶۴٫۱°شمالی ۶۷٫۸°غربی   | ۱۰۰ کیلومتر (۶۲ مایل)  |                 | [ ۱ ]    |
| ۱۱ اکتبر ۱۵۵۸   | ۱۴:۵۸:۵۵           | ۱۳۶        | حلقه‌ای | ۰٫۹۹۷۱ | ۰۰ دقیقه ۱۲ ثانیه | ۵۶°۳۰′جنوبی ۹۰°۱۸′غربی / ۵۶٫۵°جنوبی ۹۰٫۳°غربی   | ۱۸ کیلومتر (۱۱ مایل)   |                 | [ ۱ ]    |
| ۹ مارس ۱۵۵۹     | ۰۵:۲۳:۰۱           | ۱۰۳        | جزئی   | ۰٫۶۵۹۸ | —                 | ۶۰°۴۸′جنوبی ۱۶۶°۳۶′غربی / ۶۰٫۸°جنوبی ۱۶۶٫۶°غربی | —                      |                 | [ ۱ ]    |
| ۱ سپتامبر ۱۵۵۹  | ۲۰:۱۳:۵۹           | ۱۰۸        | جزئی   | ۰٫۸۱۷۲ | —                 | ۶۱°۰۶′شمالی ۲۵°۱۸′غربی / ۶۱٫۱°شمالی ۲۵٫۳°غربی   | —                      |                 | [ ۱ ]    |
| ۱ اکتبر ۱۵۵۹    | ۰۴:۴۶:۴۶           | ۱۴۶        | جزئی   | ۰٫۱۰۸۳ | —                 | ۶۱°۱۸′جنوبی ۳°۲۴′شرقی / ۶۱٫۳°جنوبی ۳٫۴°شرقی     | —                      |                 | [ ۱ ]    |
| ۲۶ فوریه ۱۵۶۰   | ۰۵:۰۰:۴۴           | ۱۱۳        | حلقه‌ای | ۰٫۹۲۹۹ | ۰۷ دقیقه ۲۲ ثانیه | ۲۹°۵۴′جنوبی ۱۲۳°۳۰′شرقی / ۲۹٫۹°جنوبی ۱۲۳٫۵°شرقی | ۲۹۴ کیلومتر (۱۸۳ مایل) |                 | [ ۱ ]    |
| ۲۱ اوت ۱۵۶۰     | ۱۲:۳۰:۵۵           | ۱۱۸        | کامل   | ۱٫۰۴۶۹ | ۰۳ دقیقه ۴۵ ثانیه | ۲۹°۴۲′شمالی ۵°۱۸′شرقی / ۲۹٫۷°شمالی ۵٫۳°شرقی     | ۱۷۰ کیلومتر (۱۱۰ مایل) |                 | [ ۱ ]    |
| ۱۴ فوریه ۱۵۶۱   | ۰۷:۳۹:۲۱           | ۱۲۳        | حلقه‌ای | ۰٫۹۶۷۰ | ۰۳ دقیقه ۳۰ ثانیه | ۳°۲۴′شمالی ۶۲°۳۶′شرقی / ۳٫۴°شمالی ۶۲٫۶°شرقی     | ۱۲۲ کیلومتر (۷۶ مایل)  |                 | [ ۱ ]    |
| ۱۱ اوت ۱۵۶۱     | ۰۰:۲۷:۰۷           | ۱۲۸        | حلقه‌ای | ۰٫۹۹۵۶ | ۰۰ دقیقه ۲۷ ثانیه | ۶°۳۰′جنوبی ۱۶۵°۳۰′شرقی / ۶٫۵°جنوبی ۱۶۵٫۵°شرقی   | ۱۶ کیلومتر (۹٫۹ مایل)  |                 | [ ۱ ]    |
| ۳ فوریه ۱۵۶۲    | ۱۷:۲۷:۳۳           | ۱۳۳        | کامل   | ۱٫۰۰۹۱ | ۰۰ دقیقه ۴۱ ثانیه | ۴۸°۳۶′شمالی ۱۱۴°۳۰′غربی / ۴۸٫۶°شمالی ۱۱۴٫۵°غربی | ۸۹ کیلومتر (۵۵ مایل)   |                 | [ ۱ ]    |
| ۳۱ ژوئیه ۱۵۶۲   | ۰۵:۱۶:۴۶           | ۱۳۸        | جزئی   | ۰٫۷۰۳۴ | —                 | ۶۲°۱۲′جنوبی ۴۵°۰۶′شرقی / ۶۲٫۲°جنوبی ۴۵٫۱°شرقی   | —                      |                 | [ ۱ ]    |
| ۲۵ دسامبر ۱۵۶۲  | ۲۱:۵۸:۴۰           | ۱۰۵        | جزئی   | ۰٫۸۲۱۷ | —                 | ۶۴°۳۶′جنوبی ۴°۳۶′شرقی / ۶۴٫۶°جنوبی ۴٫۶°شرقی     | —                      |                 | [ ۱ ]    |
| ۲۰ ژوئیه ۱۵۶۳   | ۱۵:۳۰:۵۵           | ۱۱۰        | حلقه‌ای | ۰٫۹۵۶۴ | ۰۲ دقیقه ۴۹ ثانیه | ۸۱°۱۸′شمالی ۵۵°۱۸′شرقی / ۸۱٫۳°شمالی ۵۵٫۳°شرقی   | ۴۵۴ کیلومتر (۲۸۲ مایل) |                 | [ ۱ ]    |
| ۱۵ دسامبر ۱۵۶۳  | ۱۱:۵۵:۴۹           | ۱۱۵        | مرکب   | ۱٫۰۰۲۰ | ۰۰ دقیقه ۱۰ ثانیه | ۵۰°۱۸′جنوبی ۶°۴۸′شرقی / ۵۰٫۳°جنوبی ۶٫۸°شرقی     | ۸ کیلومتر (۵٫۰ مایل)   |                 | [ ۱ ]    |
| ۸ ژوئیه ۱۵۶۴    | ۲۲:۲۶:۴۹           | ۱۲۰        | مرکب   | ۱٫۰۱۷۴ | ۰۱ دقیقه ۴۴ ثانیه | ۳۰°۴۸′شمالی ۱۵۵°۲۴′غربی / ۳۰٫۸°شمالی ۱۵۵٫۴°غربی | ۶۰ کیلومتر (۳۷ مایل)   |                 | [ ۱ ]    |
| ۳ دسامبر ۱۵۶۴   | ۱۹:۵۲:۰۶           | ۱۲۵        | حلقه‌ای | ۰٫۹۴۸۷ | ۰۶ دقیقه ۴۲ ثانیه | ۸°۴۸′جنوبی ۱۱۹°۱۲′غربی / ۸٫۸°جنوبی ۱۱۹٫۲°غربی   | ۱۹۵ کیلومتر (۱۲۱ مایل) |                 | [ ۱ ]    |
| ۲۹ مه ۱۵۶۵      | ۱۲:۱۵:۰۰           | ۱۳۰        | کامل   | ۱٫۰۶۲۹ | ۰۵ دقیقه ۵۷ ثانیه | ۱۶°۳۰′جنوبی ۳°۴۲′غربی / ۱۶٫۵°جنوبی ۳٫۷°غربی     | ۲۶۶ کیلومتر (۱۶۵ مایل) |                 | [ ۱ ]    |
| ۲۲ نوامبر ۱۵۶۵  | ۲۰:۴۹:۵۵           | ۱۳۵        | حلقه‌ای | ۰٫۹۰۹۲ | ۰۹ دقیقه ۳۷ ثانیه | ۵۱°۲۴′شمالی ۱۳۰°۳۰′غربی / ۵۱٫۴°شمالی ۱۳۰٫۵°غربی | ۲۲۰ کیلومتر (۱۴۰ مایل) |                 | [ ۱ ]    |
| ۱۹ آوریل ۱۵۶۶   | ۲۱:۵۶:۰۱           | ۱۰۲        | جزئی   | ۰٫۶۶۱۰ | —                 | ۷۰°۳۰′شمالی ۷۳°۵۴′شرقی / ۷۰٫۵°شمالی ۷۳٫۹°شرقی   | —                      |                 | [ ۱ ]    |
| ۱۹ مه ۱۵۶۶      | ۰۵:۲۱:۰۰           | ۱۴۰        | جزئی   | ۰٫۳۵۰۷ | —                 | ۶۸°۰۶′جنوبی ۱۱۰°۴۲′شرقی / ۶۸٫۱°جنوبی ۱۱۰٫۷°شرقی | —                      |                 | [ ۱ ]    |
| ۱۳ اکتبر ۱۵۶۶   | ۰۳:۵۹:۲۳           | ۱۰۷        | جزئی   | ۰٫۳۹۳۹ | —                 | ۷۱°۰۶′جنوبی ۸°۳۶′غربی / ۷۱٫۱°جنوبی ۸٫۶°غربی     | —                      |                 | [ ۱ ]    |
| ۹ آوریل ۱۵۶۷    | ۱۱:۰۴:۰۸           | ۱۱۲        | مرکب   | ۱٫۰۰۲۰ | ۰۰ دقیقه ۱۱ ثانیه | ۳۸°۵۴′شمالی ۴°۵۴′شرقی / ۳۸٫۹°شمالی ۴٫۹°شرقی     | ۸ کیلومتر (۵٫۰ مایل)   |                 | [ ۱ ]    |
| ۲ اکتبر ۱۵۶۷    | ۱۳:۲۰:۲۷           | ۱۱۷        | کامل   | ۱٫۰۲۰۰ | ۰۱ دقیقه ۴۲ ثانیه | ۳۹°۴۲′جنوبی ۳۴°۵۴′غربی / ۳۹٫۷°جنوبی ۳۴٫۹°غربی   | ۸۲ کیلومتر (۵۱ مایل)   |                 | [ ۱ ]    |
| ۲۸ مارس ۱۵۶۸    | ۱۷:۰۴:۲۱           | ۱۲۲        | حلقه‌ای | ۰٫۹۵۰۷ | ۰۶ دقیقه ۱۰ ثانیه | ۸°۰۶′جنوبی ۷۰°۳۰′غربی / ۸٫۱°جنوبی ۷۰٫۵°غربی     | ۱۸۷ کیلومتر (۱۱۶ مایل) |                 | [ ۱ ]    |
| ۲۱ سپتامبر ۱۵۶۸ | ۰۴:۲۵:۰۲           | ۱۲۷        | کامل   | ۱٫۰۶۱۵ | ۰۵ دقیقه ۳۲ ثانیه | ۵°۴۸′شمالی ۱۱۴°۳۶′شرقی / ۵٫۸°شمالی ۱۱۴٫۶°شرقی   | ۲۰۴ کیلومتر (۱۲۷ مایل) |                 | [ ۱ ]    |
| ۱۷ مارس ۱۵۶۹    | ۱۷:۲۱:۱۸           | ۱۳۲        | حلقه‌ای | ۰٫۹۴۸۹ | —                 | ۷۲°۰۶′جنوبی ۳°۰۶′شرقی / ۷۲٫۱°جنوبی ۳٫۱°شرقی     | —                      |                 | [ ۱ ]    |
| ۱۰ سپتامبر ۱۵۶۹ | ۲۰:۴۸:۱۶           | ۱۳۷        | کامل   | ۱٫۰۴۲۸ | ۰۲ دقیقه ۵۵ ثانیه | ۵۷°۲۴′شمالی ۱۰۳°۲۴′غربی / ۵۷٫۴°شمالی ۱۰۳٫۴°غربی | ۲۹۳ کیلومتر (۱۸۲ مایل) |                 | [ ۱ ]    |
| ۵ فوریه ۱۵۷۰    | ۰۴:۳۴:۴۹           | ۱۰۴        | جزئی   | ۰٫۶۴۷۵ | —                 | ۷۰°۵۴′شمالی ۶۶°۳۶′شرقی / ۷۰٫۹°شمالی ۶۶٫۶°شرقی   | —                      |                 | [ ۱ ]    |
| ۱ اوت ۱۵۷۰      | ۲۲:۰۰:۲۲           | ۱۰۹        | جزئی   | ۰٫۸۶۲۳ | —                 | ۷۰°۲۴′جنوبی ۱۷۱°۵۴′شرقی / ۷۰٫۴°جنوبی ۱۷۱٫۹°شرقی | —                      |                 | [ ۱ ]    |
| ۲۵ ژانویه ۱۵۷۱  | ۱۶:۰۷:۳۶           | ۱۱۴        | کامل   | ۱٫۰۳۰۲ | ۰۲ دقیقه ۵۹ ثانیه | ۹°۳۰′شمالی ۶۲°۴۸′غربی / ۹٫۵°شمالی ۶۲٫۸°غربی     | ۱۱۳ کیلومتر (۷۰ مایل)  |                 | [ ۱ ]    |
| ۲۲ ژوئیه ۱۵۷۱   | ۰۱:۰۷:۱۸           | ۱۱۹        | حلقه‌ای | ۰٫۹۴۸۱ | ۰۷ دقیقه ۰۸ ثانیه | ۰°۳۰′جنوبی ۱۶۲°۰۶′شرقی / ۰٫۵°جنوبی ۱۶۲٫۱°شرقی   | ۲۰۱ کیلومتر (۱۲۵ مایل) |                 | [ ۱ ]    |
| ۱۵ ژانویه ۱۵۷۲  | ۰۷:۳۸:۱۲           | ۱۲۴        | کامل   | ۱٫۰۴۸۵ | ۰۴ دقیقه ۰۷ ثانیه | ۳۳°۰۰′جنوبی ۷۱°۳۶′شرقی / ۳۳٫۰°جنوبی ۷۱٫۶°شرقی   | ۱۶۶ کیلومتر (۱۰۳ مایل) |                 | [ ۱ ]    |
| ۱۰ ژوئیه ۱۵۷۲   | ۰۱:۴۲:۴۲           | ۱۲۹        | حلقه‌ای | ۰٫۹۵۶۲ | ۰۴ دقیقه ۳۰ ثانیه | ۴۶°۳۶′شمالی ۱۵۹°۴۲′شرقی / ۴۶٫۶°شمالی ۱۵۹٫۷°شرقی | ۱۷۷ کیلومتر (۱۱۰ مایل) |                 | [ ۱ ]    |
| ۳ ژانویه ۱۵۷۳   | ۲۲:۲۸:۳۵           | ۱۳۴        | مرکب   | ۱٫۰۰۵۸ | ۰۰ دقیقه ۲۰ ثانیه | ۸۵°۵۴′جنوبی ۵۴°۰۶′غربی / ۸۵٫۹°جنوبی ۵۴٫۱°غربی   | ۵۷ کیلومتر (۳۵ مایل)   |                 | [ ۱ ]    |
| ۳۰ مه ۱۵۷۳      | ۲۱:۱۸:۲۴           | ۱۰۱        | جزئی   | ۰٫۱۴۳۶ | —                 | ۶۴°۵۴′جنوبی ۱۱۴°۳۶′غربی / ۶۴٫۹°جنوبی ۱۱۴٫۶°غربی | —                      |                 | [ ۱ ]    |
| ۲۹ ژوئیه ۱۵۷۳   | ۰۷:۰۳:۳۶           | ۱۳۹        | جزئی   | ۰٫۶۷۷۰ | —                 | ۶۷°۳۰′شمالی ۱۰۸°۱۲′غربی / ۶۷٫۵°شمالی ۱۰۸٫۲°غربی | —                      |                 | [ ۱ ]    |
| ۲۴ نوامبر ۱۵۷۳  | ۱۵:۲۴:۴۶           | ۱۰۶        | جزئی   | ۰٫۵۱۹۱ | —                 | ۶۴°۱۸′شمالی ۲۱°۲۴′غربی / ۶۴٫۳°شمالی ۲۱٫۴°غربی   | —                      |                 | [ ۱ ]    |
| ۲۰ مه ۱۵۷۴      | ۱۲:۲۵:۴۲           | ۱۱۱        | کامل   | ۱٫۰۶۹۴ | ۰۶ دقیقه ۰۹ ثانیه | ۱۹°۴۲′جنوبی ۳°۴۲′شرقی / ۱۹٫۷°جنوبی ۳٫۷°شرقی     | ۳۰۵ کیلومتر (۱۹۰ مایل) |                 | [ ۱ ]    |
| ۱۳ نوامبر ۱۵۷۴  | ۱۵:۱۲:۱۷           | ۱۱۶        | حلقه‌ای | ۰٫۹۱۷۱ | ۱۱ دقیقه ۰۳ ثانیه | ۱۴°۴۸′شمالی ۴۰°۰۰′غربی / ۱۴٫۸°شمالی ۴۰٫۰°غربی   | ۳۸۷ کیلومتر (۲۴۰ مایل) |                 | [ ۱ ]    |
| ۱۰ مه ۱۵۷۵      | ۰۵:۳۴:۴۵           | ۱۲۱        | کامل   | ۱٫۰۶۹۷ | ۰۵ دقیقه ۵۶ ثانیه | ۲۳°۰۶′شمالی ۹۴°۳۶′شرقی / ۲۳٫۱°شمالی ۹۴٫۶°شرقی   | ۲۲۷ کیلومتر (۱۴۱ مایل) |                 | [ ۱ ]    |
| ۲ نوامبر ۱۵۷۵   | ۱۵:۴۷:۲۷           | ۱۲۶        | حلقه‌ای | ۰٫۹۴۸۳ | ۰۵ دقیقه ۴۴ ثانیه | ۲۳°۳۰′جنوبی ۶۲°۳۶′غربی / ۲۳٫۵°جنوبی ۶۲٫۶°غربی   | ۱۹۱ کیلومتر (۱۱۹ مایل) |                 | [ ۱ ]    |
| ۲۸ آوریل ۱۵۷۶   | ۲۰:۰۴:۴۴           | ۱۳۱        | کامل   | ۱٫۰۱۴۰ | ۰۰ دقیقه ۵۵ ثانیه | ۶۴°۴۸′شمالی ۱۶۸°۰۰′غربی / ۶۴٫۸°شمالی ۱۶۸٫۰°غربی | ۸۶ کیلومتر (۵۳ مایل)   |                 | [ ۱ ]    |
| ۲۱ اکتبر ۱۵۷۶   | ۲۳:۱۳:۰۶           | ۱۳۶        | حلقه‌ای | ۰٫۹۹۸۱ | ۰۰ دقیقه ۰۸ ثانیه | ۵۹°۱۲′جنوبی ۱۴۷°۵۴′شرقی / ۵۹٫۲°جنوبی ۱۴۷٫۹°شرقی | ۱۱ کیلومتر (۶٫۸ مایل)  |                 | [ ۱ ]    |
| ۱۹ مارس ۱۵۷۷    | ۱۲:۴۱:۱۵           | ۱۰۳        | جزئی   | ۰٫۵۷۹۸ | —                 | ۶۰°۵۴′جنوبی ۷۵°۱۲′شرقی / ۶۰٫۹°جنوبی ۷۵٫۲°شرقی   | —                      |                 | [ ۱ ]    |
| ۱۲ سپتامبر ۱۵۷۷ | ۰۴:۱۵:۲۳           | ۱۰۸        | جزئی   | ۰٫۷۲۹۷ | —                 | ۶۱°۰۰′شمالی ۱۵۴°۲۴′غربی / ۶۱٫۰°شمالی ۱۵۴٫۴°غربی | —                      |                 | [ ۱ ]    |
| ۱۱ اکتبر ۱۵۷۷   | ۱۳:۰۸:۰۲           | ۱۴۶        | جزئی   | ۰٫۱۶۵۴ | —                 | ۶۱°۳۶′جنوبی ۱۳۰°۴۸′غربی / ۶۱٫۶°جنوبی ۱۳۰٫۸°غربی | —                      |                 | [ ۱ ]    |
| ۸ مارس ۱۵۷۸     | ۱۲:۲۶:۵۲           | ۱۱۳        | حلقه‌ای | ۰٫۹۳۳۶ | ۰۷ دقیقه ۰۱ ثانیه | ۲۷°۴۲′جنوبی ۱۲°۱۸′شرقی / ۲۷٫۷°جنوبی ۱۲٫۳°شرقی   | ۲۸۴ کیلومتر (۱۷۶ مایل) |                 | [ ۱ ]    |
| ۱ سپتامبر ۱۵۷۸  | ۲۰:۱۵:۰۸           | ۱۱۸        | کامل   | ۱٫۰۴۰۸ | ۰۳ دقیقه ۱۷ ثانیه | ۲۸°۲۴′شمالی ۱۰۹°۳۶′غربی / ۲۸٫۴°شمالی ۱۰۹٫۶°غربی | ۱۵۲ کیلومتر (۹۴ مایل)  |                 | [ ۱ ]    |
| ۲۵ فوریه ۱۵۷۹   | ۱۵:۳۴:۴۷           | ۱۲۳        | حلقه‌ای | ۰٫۹۷۲۸ | ۰۲ دقیقه ۴۸ ثانیه | ۶°۰۰′شمالی ۵۶°۲۴′غربی / ۶٫۰°شمالی ۵۶٫۴°غربی     | ۱۰۰ کیلومتر (۶۲ مایل)  |                 | [ ۱ ]    |
| ۲۲ اوت ۱۵۷۹     | ۰۷:۴۱:۳۲           | ۱۲۸        | حلقه‌ای | ۰٫۹۹۰۱ | ۰۱ دقیقه ۰۰ ثانیه | ۶°۳۶′جنوبی ۵۷°۱۲′شرقی / ۶٫۶°جنوبی ۵۷٫۲°شرقی     | ۳۶ کیلومتر (۲۲ مایل)   |                 | [ ۱ ]    |
| ۱۵ فوریه ۱۵۸۰   | ۰۱:۵۲:۱۳           | ۱۳۳        | کامل   | ۱٫۰۱۵۱ | ۰۱ دقیقه ۰۷ ثانیه | ۴۷°۵۴′شمالی ۱۱۷°۱۸′شرقی / ۴۷٫۹°شمالی ۱۱۷٫۳°شرقی | ۱۲۷ کیلومتر (۷۹ مایل)  |                 | [ ۱ ]    |
| ۱۰ اوت ۱۵۸۰     | ۱۲:۰۰:۰۵           | ۱۳۸        | جزئی   | ۰٫۸۲۵۸ | —                 | ۶۱°۳۶′جنوبی ۶۴°۴۲′غربی / ۶۱٫۶°جنوبی ۶۴٫۷°غربی   | —                      |                 | [ ۱ ]    |
| ۵ ژانویه ۱۵۸۱   | ۰۶:۴۹:۵۸           | ۱۰۵        | جزئی   | ۰٫۸۱۲۱ | —                 | ۶۳°۴۲′جنوبی ۱۳۷°۵۴′غربی / ۶۳٫۷°جنوبی ۱۳۷٫۹°غربی | —                      |                 | [ ۱ ]    |
| ۳۰ ژوئیه ۱۵۸۱   | ۲۲:۰۶:۵۳           | ۱۱۰        | جزئی   | ۰٫۹۴۵۴ | —                 | ۶۴°۱۲′شمالی ۲°۱۲′غربی / ۶۴٫۲°شمالی ۲٫۲°غربی     | —                      |                 | [ ۱ ]    |
| ۲۵ دسامبر ۱۵۸۱  | ۲۰:۳۵:۲۰           | ۱۱۵        | حلقه‌ای | ۰٫۹۹۹۳ | ۰۰ دقیقه ۰۴ ثانیه | ۴۹°۲۴′جنوبی ۱۱۸°۳۰′غربی / ۴۹٫۴°جنوبی ۱۱۸٫۵°غربی | ۳ کیلومتر (۱٫۹ مایل)   |                 | [ ۱ ]    |
| ۲۰ ژوئیه ۱۵۸۲   | ۰۵:۳۰:۲۷           | ۱۲۰        | کامل   | ۱٫۰۲۱۰ | ۰۱ دقیقه ۵۹ ثانیه | ۳۵°۰۰′شمالی ۱۰۰°۴۸′شرقی / ۳۵٫۰°شمالی ۱۰۰٫۸°شرقی | ۷۳ کیلومتر (۴۵ مایل)   |                 | [ ۱ ]    |
| ۲۵ دسامبر ۱۵۸۲  | ۰۴:۰۸:۳۹           | ۱۲۵        | حلقه‌ای | ۰٫۹۴۵۹ | ۰۷ دقیقه ۰۲ ثانیه | ۹°۲۴′جنوبی ۱۱۶°۴۸′شرقی / ۹٫۴°جنوبی ۱۱۶٫۸°شرقی   | ۲۰۶ کیلومتر (۱۲۸ مایل) |                 | [ ۱ ]    |
| ۱۹ ژوئیه ۱۵۸۳   | ۱۹:۳۹:۳۲           | ۱۳۰        | کامل   | ۱٫۰۶۶۷ | ۰۶ دقیقه ۲۳ ثانیه | ۱۰°۲۴′جنوبی ۱۱۶°۵۴′غربی / ۱۰٫۴°جنوبی ۱۱۶٫۹°غربی | ۲۶۲ کیلومتر (۱۶۳ مایل) |                 | [ ۱ ]    |
| ۱۴ دسامبر ۱۵۸۳  | ۰۴:۴۸:۳۹           | ۱۳۵        | حلقه‌ای | ۰٫۹۰۸۳ | ۱۰ دقیقه ۰۳ ثانیه | ۴۸°۳۰′شمالی ۱۰۴°۰۶′شرقی / ۴۸٫۵°شمالی ۱۰۴٫۱°شرقی | ۱۱۶ کیلومتر (۷۲ مایل)  |                 | [ ۱ ]    |
| ۱۰ مه ۱۵۸۴      | ۰۵:۳۵:۰۶           | ۱۰۲        | جزئی   | ۰٫۵۴۲۴ | —                 | ۶۹°۴۲′شمالی ۵۳°۳۰′غربی / ۶۹٫۷°شمالی ۵۳٫۵°غربی   | —                      |                 | [ ۱ ]    |
| ۸ ژوئیه ۱۵۸۴    | ۱۲:۵۲:۲۵           | ۱۴۰        | جزئی   | ۰٫۴۸۰۵ | —                 | ۶۷°۰۶′جنوبی ۱۳°۱۸′غربی / ۶۷٫۱°جنوبی ۱۳٫۳°غربی   | —                      |                 | [ ۱ ]    |
| ۲ نوامبر ۱۵۸۴   | ۱۱:۵۶:۴۴           | ۱۰۷        | جزئی   | ۰٫۳۵۹۵ | —                 | ۷۰°۲۴′جنوبی ۱۴۱°۰۶′غربی / ۷۰٫۴°جنوبی ۱۴۱٫۱°غربی | —                      |                 | [ ۱ ]    |
| ۲۹ آوریل ۱۵۸۵   | ۱۸:۲۸:۵۸           | ۱۱۲        | مرکب   | ۱٫۰۰۰۵ | ۰۰ دقیقه ۰۳ ثانیه | ۴۶°۳۶′شمالی ۱۰۷°۴۲′غربی / ۴۶٫۶°شمالی ۱۰۷٫۷°غربی | ۲ کیلومتر (۱٫۲ مایل)   |                 | [ ۱ ]    |
| ۲۲ اکتبر ۱۵۸۵   | ۲۱:۳۳:۲۵           | ۱۱۷        | کامل   | ۱٫۰۱۹۶ | ۰۱ دقیقه ۳۵ ثانیه | ۴۵°۴۲′جنوبی ۱۵۹°۱۲′غربی / ۴۵٫۷°جنوبی ۱۵۹٫۲°غربی | ۸۲ کیلومتر (۵۱ مایل)   |                 | [ ۱ ]    |
| ۱۹ آوریل ۱۵۸۶   | ۰۰:۱۰:۰۹           | ۱۲۲        | حلقه‌ای | ۰٫۹۵۱۷ | ۰۶ دقیقه ۱۲ ثانیه | ۰°۵۴′جنوبی ۱۷۹°۰۶′غربی / ۰٫۹°جنوبی ۱۷۹٫۱°غربی   | ۱۸۱ کیلومتر (۱۱۲ مایل) |                 | [ ۱ ]    |
| ۱۲ اکتبر ۱۵۸۶   | ۱۲:۴۰:۳۲           | ۱۲۷        | کامل   | ۱٫۰۵۹۱ | ۰۵ دقیقه ۲۳ ثانیه | ۰°۱۸′جنوبی ۱۰°۴۸′غربی / ۰٫۳°جنوبی ۱۰٫۸°غربی     | ۱۹۶ کیلومتر (۱۲۲ مایل) |                 | [ ۱ ]    |
| ۸ آوریل ۱۵۸۷    | ۰۰:۲۷:۰۵           | ۱۳۲        | حلقه‌ای | ۰٫۹۲۷۱ | ۰۶ دقیقه ۲۶ ثانیه | ۶۰°۳۰′جنوبی ۱۵۱°۵۴′غربی / ۶۰٫۵°جنوبی ۱۵۱٫۹°غربی | ۸۸۹ کیلومتر (۵۵۲ مایل) |                 | [ ۱ ]    |
| ۲ اکتبر ۱۵۸۷    | ۰۴:۵۱:۲۵           | ۱۳۷        | کامل   | ۱٫۰۳۸۷ | ۰۲ دقیقه ۵۱ ثانیه | ۵۰°۰۰′شمالی ۱۲۸°۱۸′شرقی / ۵۰٫۰°شمالی ۱۲۸٫۳°شرقی | ۲۳۵ کیلومتر (۱۴۶ مایل) |                 | [ ۱ ]    |
| ۲۶ فوریه ۱۵۸۸   | ۱۲:۴۲:۳۱           | ۱۰۴        | جزئی   | ۰٫۶۱۷۸ | —                 | ۷۱°۳۰′شمالی ۶۸°۴۸′غربی / ۷۱٫۵°شمالی ۶۸٫۸°غربی   | —                      |                 | [ ۱ ]    |
| ۲۲ اوت ۱۵۸۸     | ۰۵:۰۱:۴۷           | ۱۰۹        | جزئی   | ۰٫۷۳۵۵ | —                 | ۷۱°۰۶′جنوبی ۵۳°۳۰′شرقی / ۷۱٫۱°جنوبی ۵۳٫۵°شرقی   | —                      |                 | [ ۱ ]    |
| ۱۵ فوریه ۱۵۸۹   | ۰۰:۴۲:۲۰           | ۱۱۴        | کامل   | ۱٫۰۳۴۴ | ۰۳ دقیقه ۱۷ ثانیه | ۱۳°۳۶′شمالی ۱۶۷°۰۶′شرقی / ۱۳٫۶°شمالی ۱۶۷٫۱°شرقی | ۱۲۹ کیلومتر (۸۰ مایل)  |                 | [ ۱ ]    |
| ۱۱ اوت ۱۵۸۹     | ۰۷:۴۱:۰۴           | ۱۱۹        | حلقه‌ای | ۰٫۹۴۵۰ | ۰۷ دقیقه ۲۵ ثانیه | ۸°۱۲′جنوبی ۶۱°۲۴′شرقی / ۸٫۲°جنوبی ۶۱٫۴°شرقی     | ۲۲۱ کیلومتر (۱۳۷ مایل) |                 | [ ۱ ]    |
| ۴ فوریه ۱۵۹۰    | ۱۶:۲۴:۰۵           | ۱۲۴        | کامل   | ۱٫۰۴۹۸ | ۰۴ دقیقه ۱۷ ثانیه | ۲۹°۱۸′جنوبی ۵۸°۴۸′غربی / ۲۹٫۳°جنوبی ۵۸٫۸°غربی   | ۱۷۰ کیلومتر (۱۱۰ مایل) |                 | [ ۱ ]    |
| ۳۱ ژوئیه ۱۵۹۰   | ۰۸:۱۷:۳۹           | ۱۲۹        | حلقه‌ای | ۰٫۹۵۷۴ | ۰۴ دقیقه ۳۸ ثانیه | ۳۸°۴۸′شمالی ۶۱°۳۶′شرقی / ۳۸٫۸°شمالی ۶۱٫۶°شرقی   | ۱۶۶ کیلومتر (۱۰۳ مایل) |                 | [ ۱ ]    |
| ۲۵ ژانویه ۱۵۹۱  | ۰۷:۰۹:۲۲           | ۱۳۴        | مرکب   | ۱٫۰۰۴۷ | ۰۰ دقیقه ۱۶ ثانیه | ۸۱°۵۴′جنوبی ۱۵۰°۳۶′شرقی / ۸۱٫۹°جنوبی ۱۵۰٫۶°شرقی | ۴۵ کیلومتر (۲۸ مایل)   |                 | [ ۱ ]    |
| ۲۱ ژوئیه ۱۵۹۱   | ۰۴:۲۸:۴۳           | ۱۰۱        | جزئی   | ۰٫۰۱۲۹ | —                 | ۶۵°۴۸′جنوبی ۱۲۷°۴۲′شرقی / ۶۵٫۸°جنوبی ۱۲۷٫۷°شرقی | —                      |                 | [ ۱ ]    |
| ۲۰ ژوئیه ۱۵۹۱   | ۱۴:۰۲:۰۸           | ۱۳۹        | جزئی   | ۰٫۸۲۴۹ | —                 | ۶۸°۳۰′شمالی ۱۳۶°۰۰′شرقی / ۶۸٫۵°شمالی ۱۳۶٫۰°شرقی | —                      |                 | [ ۱ ]    |
| ۱۵ دسامبر ۱۵۹۱  | ۲۳:۳۳:۵۶           | ۱۰۶        | جزئی   | ۰٫۵۰۲۴ | —                 | ۶۵°۱۸′شمالی ۱۵۳°۳۰′غربی / ۶۵٫۳°شمالی ۱۵۳٫۵°غربی | —                      |                 | [ ۱ ]    |
| ۹ ژوئیه ۱۵۹۲    | ۱۹:۵۵:۴۹           | ۱۱۱        | کامل   | ۱٫۰۷۰۵ | ۰۶ دقیقه ۱۱ ثانیه | ۲۴°۴۲′جنوبی ۱۱۰°۱۸′غربی / ۲۴٫۷°جنوبی ۱۱۰٫۳°غربی | ۳۴۴ کیلومتر (۲۱۴ مایل) |                 | [ ۱ ]    |
| ۳ دسامبر ۱۵۹۲   | ۲۳:۰۷:۱۶           | ۱۱۶        | حلقه‌ای | ۰٫۹۱۵۹ | ۱۱ دقیقه ۳۶ ثانیه | ۱۴°۳۰′شمالی ۱۶۰°۱۲′غربی / ۱۴٫۵°شمالی ۱۶۰٫۲°غربی | ۴۰۱ کیلومتر (۲۴۹ مایل) |                 | [ ۱ ]    |
| ۳۰ مه ۱۵۹۳      | ۱۳:۰۷:۳۱           | ۱۲۱        | کامل   | ۱٫۰۶۹۶ | ۰۶ دقیقه ۰۸ ثانیه | ۲۱°۲۴′شمالی ۱۷°۰۰′غربی / ۲۱٫۴°شمالی ۱۷٫۰°غربی   | ۲۲۷ کیلومتر (۱۴۱ مایل) |                 | [ ۱ ]    |
| ۲۲ نوامبر ۱۵۹۳  | ۲۳:۵۲:۰۶           | ۱۲۶        | حلقه‌ای | ۰٫۹۴۸۸ | ۰۵ دقیقه ۴۷ ثانیه | ۲۵°۲۴′جنوبی ۱۷۷°۳۰′شرقی / ۲۵٫۴°جنوبی ۱۷۷٫۵°شرقی | ۱۸۹ کیلومتر (۱۱۷ مایل) |                 | [ ۱ ]    |
| ۲۰ مه ۱۵۹۴      | ۰۳:۲۳:۱۷           | ۱۳۱        | کامل   | ۱٫۰۱۴۱ | ۰۰ دقیقه ۵۸ ثانیه | ۶۴°۵۴′شمالی ۹۴°۰۶′شرقی / ۶۴٫۹°شمالی ۹۴٫۱°شرقی   | ۷۶ کیلومتر (۴۷ مایل)   |                 | [ ۱ ]    |
| ۱۲ نوامبر ۱۵۹۴  | ۰۷:۳۴:۴۹           | ۱۳۶        | حلقه‌ای | ۰٫۹۹۹۱ | ۰۰ دقیقه ۰۴ ثانیه | ۶۲°۲۴′جنوبی ۲۵°۰۶′شرقی / ۶۲٫۴°جنوبی ۲۵٫۱°شرقی   | ۵ کیلومتر (۳٫۱ مایل)   |                 | [ ۱ ]    |
| ۹ آوریل ۱۵۹۵    | ۱۹:۵۰:۰۵           | ۱۰۳        | جزئی   | ۰٫۴۸۷۹ | —                 | ۶۱°۰۶′جنوبی ۴۰°۴۲′غربی / ۶۱٫۱°جنوبی ۴۰٫۷°غربی   | —                      |                 | [ ۱ ]    |
| ۳ اکتبر ۱۵۹۵    | ۱۲:۲۴:۳۶           | ۱۰۸        | جزئی   | ۰٫۶۵۴۶ | —                 | ۶۱°۰۶′شمالی ۷۴°۳۶′شرقی / ۶۱٫۱°شمالی ۷۴٫۶°شرقی   | —                      |                 | [ ۱ ]    |
| ۱ نوامبر ۱۵۹۵   | ۲۱:۳۶:۵۳           | ۱۴۶        | جزئی   | ۰٫۲۱۱۱ | —                 | ۶۲°۰۶′جنوبی ۹۳°۰۶′شرقی / ۶۲٫۱°جنوبی ۹۳٫۱°شرقی   | —                      |                 | [ ۱ ]    |
| ۲۸ مارس ۱۵۹۶    | ۱۹:۴۳:۱۹           | ۱۱۳        | حلقه‌ای | ۰٫۹۳۷۳ | ۰۶ دقیقه ۴۲ ثانیه | ۲۶°۱۸′جنوبی ۹۶°۳۰′غربی / ۲۶٫۳°جنوبی ۹۶٫۵°غربی   | ۲۷۵ کیلومتر (۱۷۱ مایل) |                 | [ ۱ ]    |
| ۲۲ سپتامبر ۱۵۹۶ | ۰۴:۰۷:۰۳           | ۱۱۸        | کامل   | ۱٫۰۳۴۶ | ۰۲ دقیقه ۵۰ ثانیه | ۲۶°۴۸′شمالی ۱۳۳°۰۰′شرقی / ۲۶٫۸°شمالی ۱۳۳٫۰°شرقی | ۱۳۴ کیلومتر (۸۳ مایل)  |                 | [ ۱ ]    |
| ۱۷ مارس ۱۵۹۷    | ۲۳:۲۲:۳۹           | ۱۲۳        | حلقه‌ای | ۰٫۹۷۸۸ | ۰۲ دقیقه ۰۸ ثانیه | ۸°۲۴′شمالی ۱۷۳°۱۸′غربی / ۸٫۴°شمالی ۱۷۳٫۳°غربی   | ۷۷ کیلومتر (۴۸ مایل)   |                 | [ ۱ ]    |
| ۱۱ سپتامبر ۱۵۹۷ | ۱۵:۰۱:۲۲           | ۱۲۸        | حلقه‌ای | ۰٫۹۸۴۳ | ۰۱ دقیقه ۳۵ ثانیه | ۷°۳۶′جنوبی ۵۲°۲۴′غربی / ۷٫۶°جنوبی ۵۲٫۴°غربی     | ۵۷ کیلومتر (۳۵ مایل)   |                 | [ ۱ ]    |
| ۷ مارس ۱۵۹۸     | ۱۰:۱۰:۰۱           | ۱۳۳        | کامل   | ۱٫۰۲۱۴ | ۰۱ دقیقه ۳۳ ثانیه | ۴۷°۴۲′شمالی ۸°۱۲′غربی / ۴۷٫۷°شمالی ۸٫۲°غربی     | ۱۵۶ کیلومتر (۹۷ مایل)  |                 | [ ۱ ]    |
| ۳۱ اوت ۱۵۹۸     | ۱۸:۴۸:۴۸           | ۱۳۸        | حلقه‌ای | ۰٫۹۳۹۸ | —                 | ۶۱°۱۲′جنوبی ۱۷۵°۳۶′غربی / ۶۱٫۲°جنوبی ۱۷۵٫۶°غربی | —                      |                 | [ ۱ ]    |
| ۲۶ ژانویه ۱۵۹۹  | ۱۵:۳۷:۱۱           | ۱۰۵        | جزئی   | ۰٫۷۹۶۵ | —                 | ۶۲°۵۴′جنوبی ۸۰°۵۴′شرقی / ۶۲٫۹°جنوبی ۸۰٫۹°شرقی   | —                      |                 | [ ۱ ]    |
| ۲۲ ژوئیه ۱۵۹۹   | ۰۴:۴۵:۱۵           | ۱۱۰        | جزئی   | ۰٫۸۰۶۸ | —                 | ۶۳°۲۴′شمالی ۱۱۱°۱۲′غربی / ۶۳٫۴°شمالی ۱۱۱٫۲°غربی | —                      |                 | [ ۱ ]    |
| ۱۶ ژانویه ۱۶۰۰  | ۰۵:۱۲:۴۶           | ۱۱۵        | حلقه‌ای | ۰٫۹۹۷۲ | ۰۰ دقیقه ۱۴ ثانیه | ۴۷°۲۴′جنوبی ۱۱۵°۵۴′شرقی / ۴۷٫۴°جنوبی ۱۱۵٫۹°شرقی | ۱۱ کیلومتر (۶٫۸ مایل)  |                 | [ ۱ ]    |
| ۱۰ ژوئیه ۱۶۰۰   | ۱۲:۳۵:۵۸           | ۱۲۰        | کامل   | ۱٫۰۲۳۸ | ۰۲ دقیقه ۰۸ ثانیه | ۳۸°۱۲′شمالی ۲°۴۲′غربی / ۳۸٫۲°شمالی ۲٫۷°غربی     | ۸۴ کیلومتر (۵۲ مایل)   |                 | [ ۱ ]    |